# Kia EV5
Kia EV5 – elektryczny samochód osobowy typu SUV klasy średniej produkowany pod południowokoreańską marką Kia od 2023 roku.

## Historia i opis modelu

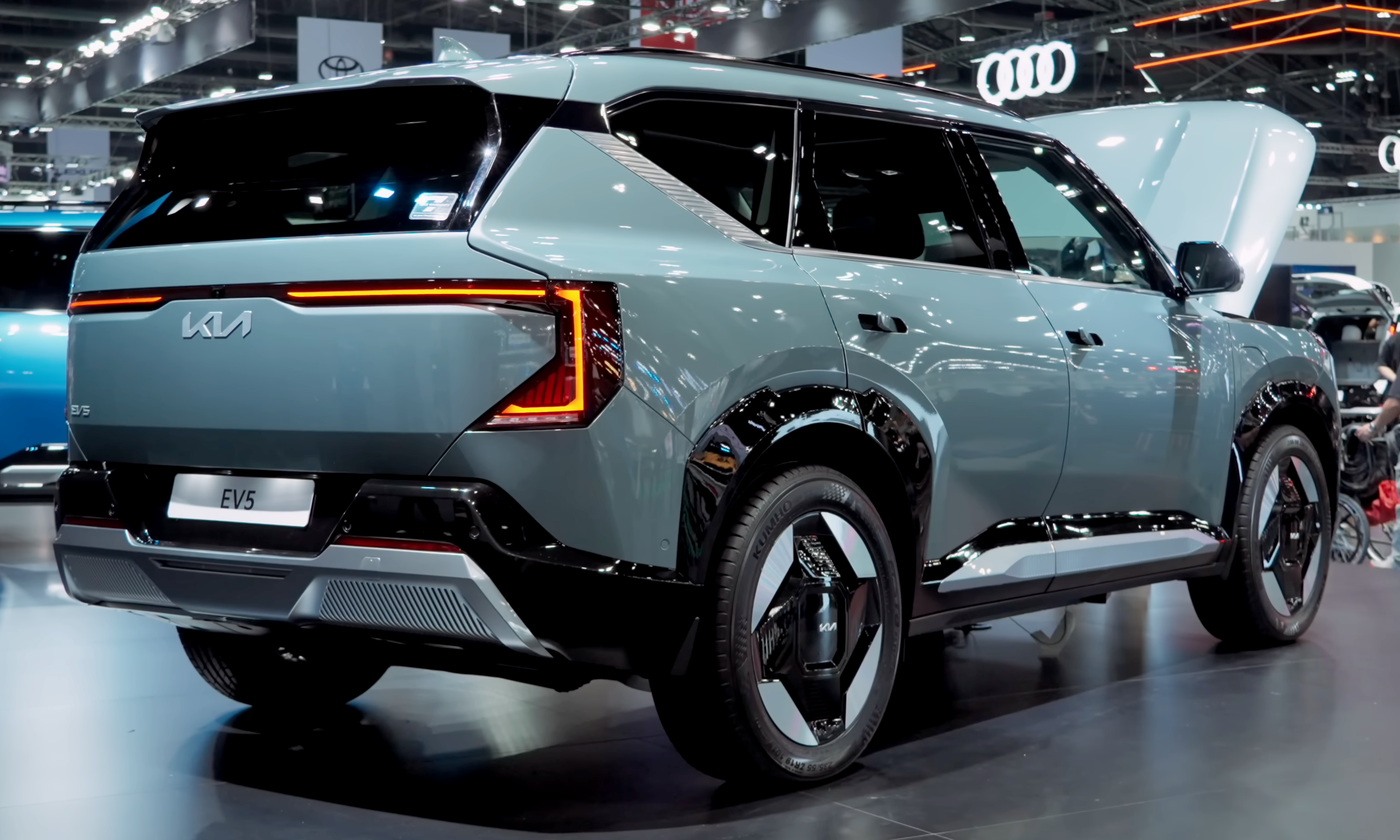
Kia EV5 - tył

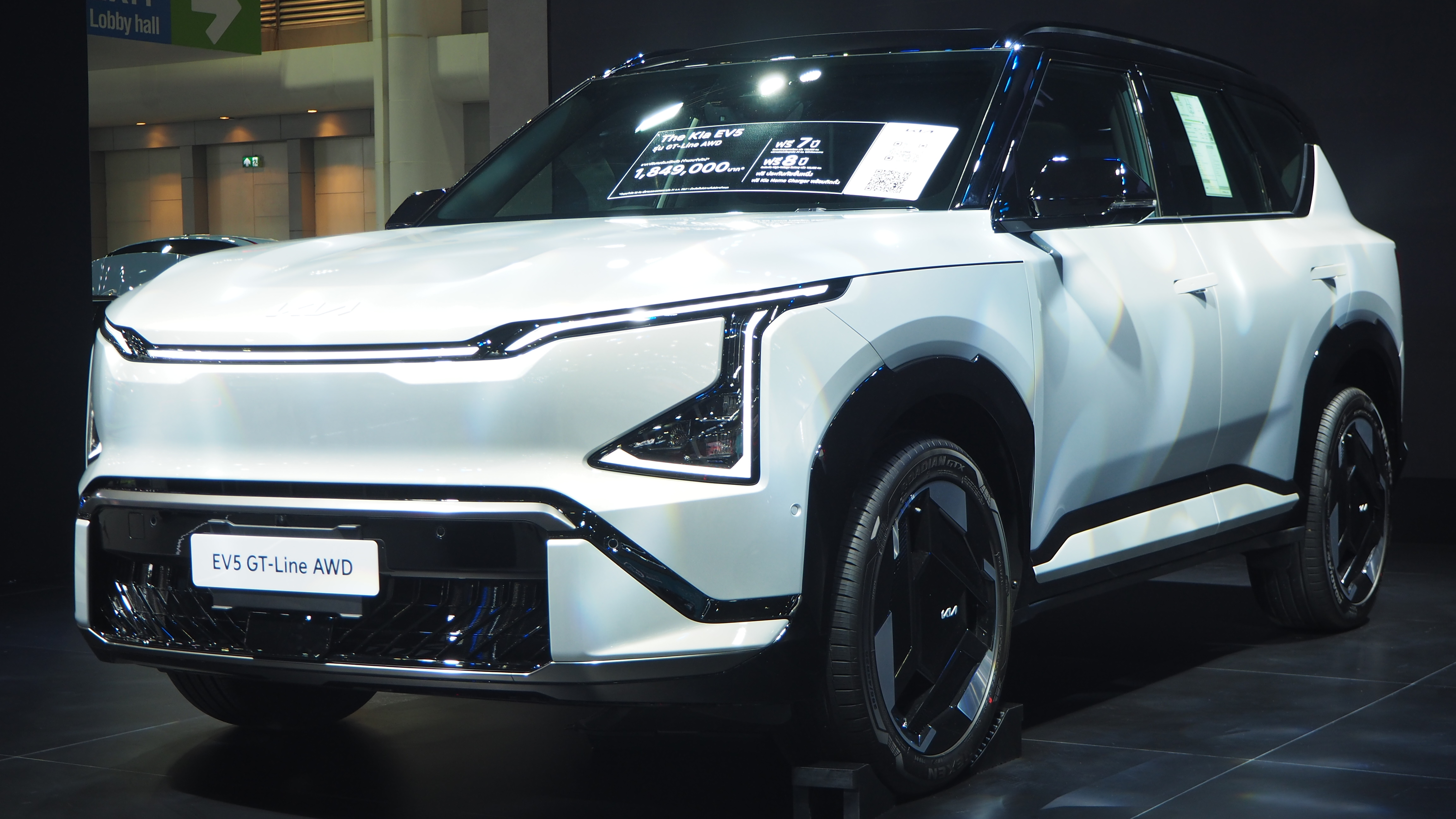
Kia EV5 GT-Line

W marcu 2023 roku podczas lokalnego wydarzenia Kia Chinese EV Day południowkoreańska firma przedstawiła plany modernizacji swojej oferty w Chinach, prezentując prototyp Kia EV5 Concept. Studium przyjęło postać bliską seryjnej, ewoluując w produkcyjny model EV5 przedstawiony oficjalnie pół roku później podczas sierpniowych targów samochodowych Chengdu Auto Show 2023. Samochód oparto na modułowej platformie E-GMP, plasując go w ofercie jako większą i w pełni elektryczną alternatywę dla spalinowego, kompaktowego Sportage'a i zarazem bardziej rodzinny model względem crossovera EV6.
Kia EV5 utrzymana została w awangardowym nurcie stylistycznym tożsamym z topowym, większym o segment EV9, charakteryzując się foremną, prostopadłościenną sylwetką z nietypowo ukształtowanymi reflektorami o wielokątnym kształcie. Prócz masywnie zarysowanych nadkoli, producent zdecydował się na dwubarwne nietypowo ukształtowane wzory 21-calowych alufelg, chowane klamki oraz tylne lampy w kształcie bumerangów daleko zachodzących na klapę.
Kabina pasażerska została wyposażona w zespół dwóch wyświetlaczy umieszczonych pod jedną taflą, pełniąc kojeno funkcję zegarów oraz dotykowego ekranu systemu multimedialnego. Producent przewidział rozbudowany system oświetlenia ambiente obejmującego 64 różne konfiguracje kolorystyczne. Nietypowym detalem stało się zintegrowanie siedziska z szerokim, centralnym podłokietnikiem, wizualnie poszerzając przedział pasażerski. Tylna część kabiny może zostać łatwo zaadaptowana do miejsca do spania dzięki składanej na płasko kanapie, a także umieszczonej w tunelu środkowym lodówce z funkcją podgrzewacza o pojemności 4 litrów. Półkę bagażnika można przeszktałcić w stolik. Kia EV5 posiada funkcje Vehicle-to-Load (V2L) oraz Vehicle-to-Grid (V2G). Akumulator pojazdu może zasilać zewnętrzne inne urządzenia elektryczne podczas postoju.

### Sprzedaż
Kia EV5 to pierwszy elektryczny model firmy opracowany głównie z myślą o rynku chińskim, gdzie sprzedaż uruchomiono w ostatnim kwartale 2023 roku. Do produkcji SUV-a na potrzeby rynku lokalnego przewidziano chińską fabrykę joint-venture Kia-Yueda w Yancheng. Poczynając od 2024 roku w Korei Południowej, producent przewidział stopniowe uruchamianie dystrybucji także m.in. w Europie czy Ameryce Północnej. Na potrzeby ryków globalnych do produkcji samochodu przewidziano inne, południowokoreańskie zakłady Kii, gdzie wytwarzany samochód odróżniono od chińskiej specyfikacji m.in. innymi parametrami układu napędowego.

### Dane techniczne
Układ napedowy Kii EV5 to pierwszy rezultat współpracy firmy z chińskim koncernem BYD. Z myślą o rynku lokalnym dostarczył on autorski moduł akumulatorów "Blade Battery" wykonany w technologii litowo-żelazowo-fosforanowej, LiFePo4, z kolei na rynki globalne przewidziano inny rodzaj baterii typu litowo-jonowego. Do napędu EV5 w przewidziano silnik elektryczny przenoszący moc na przednią oś, rozwijając 218 KM i 310 Nm maksymalnego momentu obrotowego z prędkością ograniczoną do 185 km/h. 
|                   | Standard Range                | Long Range                    | Long Range AWD                |
| ----------------- | ----------------------------- | ----------------------------- | ----------------------------- |
| Napęd             | FWD                           | FWD                           | AWD                           |
| Zasięg (CLTC)     | 530 km                        | 720 km                        | 650 km                        |
| Pojemność baterii | 58 kWh (Korea) 64 kWh (Chiny) | 81 kWh (Korea) 88 kWh (Chiny) | 81 kWh (Korea) 88 kWh (Chiny) |
| Moc               | 214 KM                        | 214 KM                        | 301 KM (Korea) 308 KM (Chiny) |
| V-max             | 185 km/h                      | 185 km/h                      | 185 km/h                      |